# Senta
Senta (srbsky Сента nebo Senta, výsl. [sɛ̌ːnta]IPA, maďarsky Zenta, výsl. [ˈzɛntɒ]IPA) je město na břehu řeky Tisy v autonomní oblasti Vojvodina v Srbsku. Geograficky náleží do Bačky, ale administrativně je zařazena do Severobanátského okruhu.

## Název
Název města pochází od šlechtické rodiny Sent-Magocs.

## Poloha
Město Senta se nachází na pravém břehu Tisy, na hranici regionu Bačka. Rozloha opštiny Senta je cca 293 km². Z východu sousedí s obcí Čoka, kde přirozenou hranici tvoří řeka. Na západě řeka označuje hranici s B. Topolou a na severu ve směru na Kanjiži a Subotici a na jihu jsou hranice umělé.

## Historie
Město vzniklo v prostoru okolo kláštera. Poprvé je připomínáno v roce 1216. Díky vhodnému geografickému umístění v Panonské nížině na brodu přes řeku Tisu se mohlo v průběhu staletí postupně ale jistě rozrůstat. Od 14. století je doložena jeho příslušnost k budínskému arcibiskupství. V roce 1506 se stala svobodným královským městem.
V roce 1526 město obsadili Turci na dalších 150 let; část obyvatel pobili a část odvlékli do vnitrozemí své říše jako otroky. Ve válkách mezi Rakouskem a Tureckem představovala bitva u Zenty jedno z největších vítězství Rakouska nad Osmanskou říší. Dne 11. září 1697 zde byla turecká vojska poražena. Následně se město stalo opět součástí Uher, jako součást tzv. Vojenské hranice, pohraničního pásma mezi Habsburskou monarchií a Osmanskou říší. Vojenská hranice zde existovala několik desítek let.
Během Rákócziho povstání bylo město povstaleckými jednotkami vypáleno, a to proto, že místní srbské stráže jej odmítly vzbouřencům vydat. V závěru 18. století je město již vyobrazeno na mapě prvního vojenského mapování. Bylo obklopeno řadou močálů a z jižní strany vinicí. Okolo vinice se nacházely pozůtatky opevnění a také zde byla poznamenána přítomnost tureckého tábora z bitvy u Zenty.
Do města přišli v 40. letech 18. století následně kolonisté z Uher, především Maďaři, Slováci, Němci a Židé.
Ke konci 18. století bylo město vážně poničeno při velkém požáru. Škody se podařilo nicméně velmi rychle napravit. Na konci století se město hospodářsky rozvíjelo, byl zde fungující systém cechů a poměrně silná produkce ovoce a textilu. Rozšířený byl chov skotu, na řece Tise se nacházelo několik mlýnů. Počet obyvatel Zenty tehdy činil okolo sedmi tisíc.
V první polovině 19. století se zde rozvíjela občanská společnost. Kulturní kroužek pro místní maďarské obyvatelstvo vznikl v roce 1832 a špitál byl založen o deset let později. Na jaře roku 1849 zde došlo k násilnostem, které byly ukončeny až příchodem armády v červnu téhož roku.
V 50. letech 19. století byla uskutečněna regulace koryta řeky Tisy. V roce 1873 byl postaven první permanentní dřevěný most přes řeku. V obdobné době vznikla také první školka a srbský čtenářský kroužek. Stála zde i kalvárie, která se nacházela v prostoru poblíž dnešního nádraží a hřbitova. Severně od města ještě vznikl na ploše přiléhající k břehu Tisy také i rozsáhlý park.
V roce 1889 byla do města zavedena železnice a o šest let později město získalo i elektrické osvětlení. V loděnici v Pule byla spuštěna loď SMS Zenta, která byla po tomto městě pojmenována.
Podle posledního sčítání lidu, které se uskutečnilo v Rakousko-Uhersku, měla 29 666 obyvatel, z toho bylo 27 221 Maďarů, 2 020 Srbů a 177 Němců. Drtivá většina obyvatel byla před první světovou válkou maďarské národnosti; Srbové a Němci zde představovali menšinu.

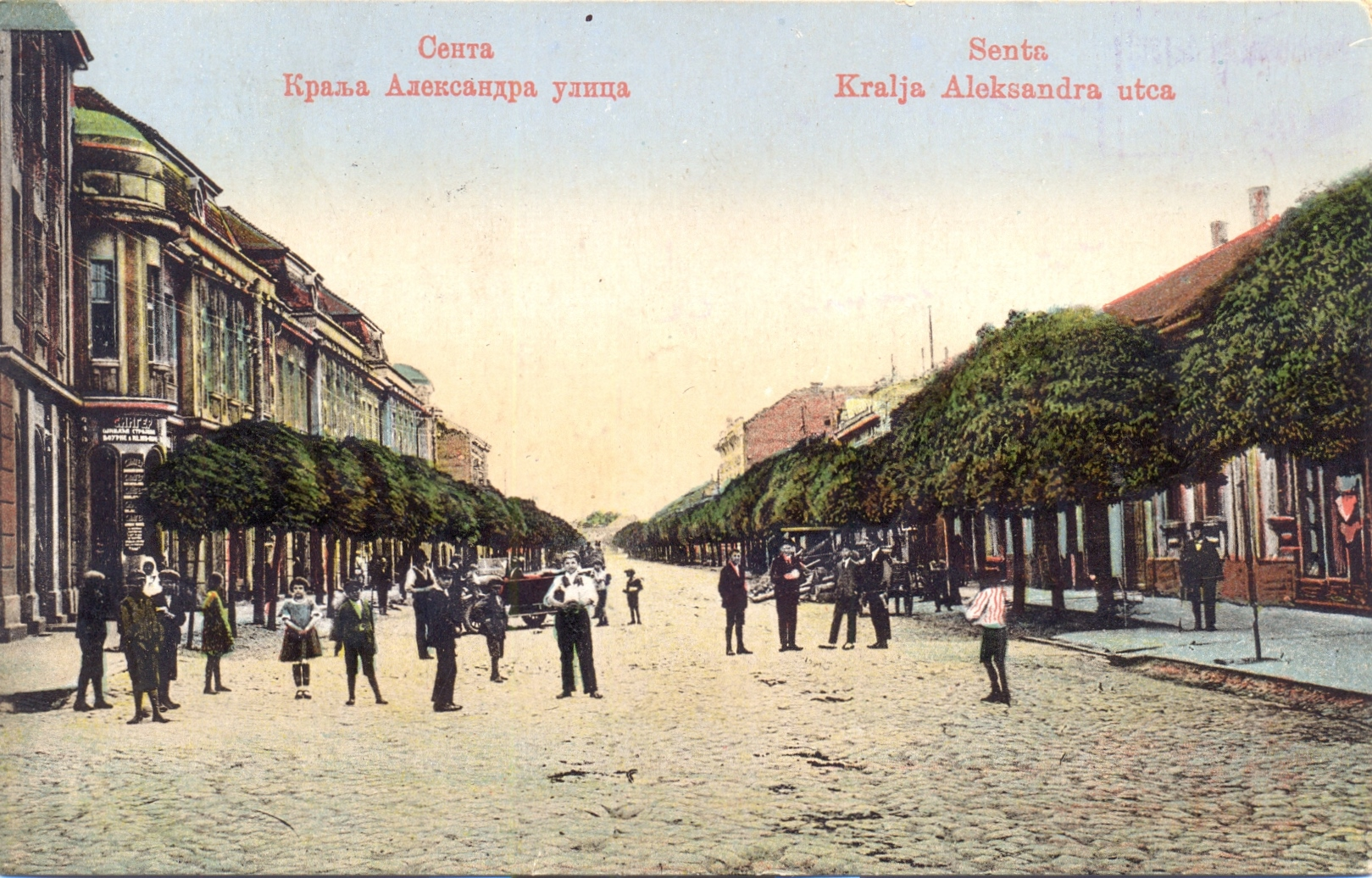
Senta na pohlednici z meziválečného období.

V roce 1911 poničil Zentu velký požár, během něhož vyhořela původní budova radnice a hlavní kostel. V závěru první světové války město obsadila (dne 16. listopadu) 1918) srbská armáda. Roku 1918 bylo rozhodnuto o nových hranicích mezi Srbskem (později Království Srbů, Chorvatů a Slovinců) a Maďarskem a město Senta se ocitlo mimo území Uherska. Tuto skutečnost později stvrdila Trianonská smlouva.
V meziválečném obdoví vinou ekonomické stagnace jugoslávského království nedocházelo k přílišnému rozvoji města. Pozemky původních velkých vlastníků byly znárodněny a přerozděleny.[zdroj?]
Dne 12. dubna 1941 město obsadila během tzv. Dubnové války maďarská vojska. Při ústupu nechala jugoslávská armáda strhnout most přes řeku Tisu. Dne 8. října 1944 vstoupily do Zenty jednotky Rudé armády a jugoslávských partyzánů.
Po skončení druhé světové války byli Němci vyhnáni a dosídleni větším počtem Srbů a Černohorců. Během 50. a 60. let došlo k průmyslovému rozvoji města. Byl vybudován nový most přes řeku Tisu a průmyslové podniky společně s velkým cukrovarem. Počet obyvatel, kteří byli zaměstnáni v průmyslu začal růst na úkor těch, kteří ještě stále pracovali v zemědělství.

## Obyvatelstvo
V obci žije podle posledního sčítání lidu 16 396 plnoletých obyvatel, průměrné stáří zde činí 40,9 let. Je zde 7938 domácností, průměrně má každá domácnost 2,56 lidí. Většina obyvatelstva je převážně maďarské národnosti (77, 14 %), druzí jsou Srbové s 13,12 %. Počet obyvatel města rostl až do 60. let 20. století, kdy dosáhl cca 25 000 obyvatel, od té doby mírně klesá.

## Kultura a pamětihodnosti

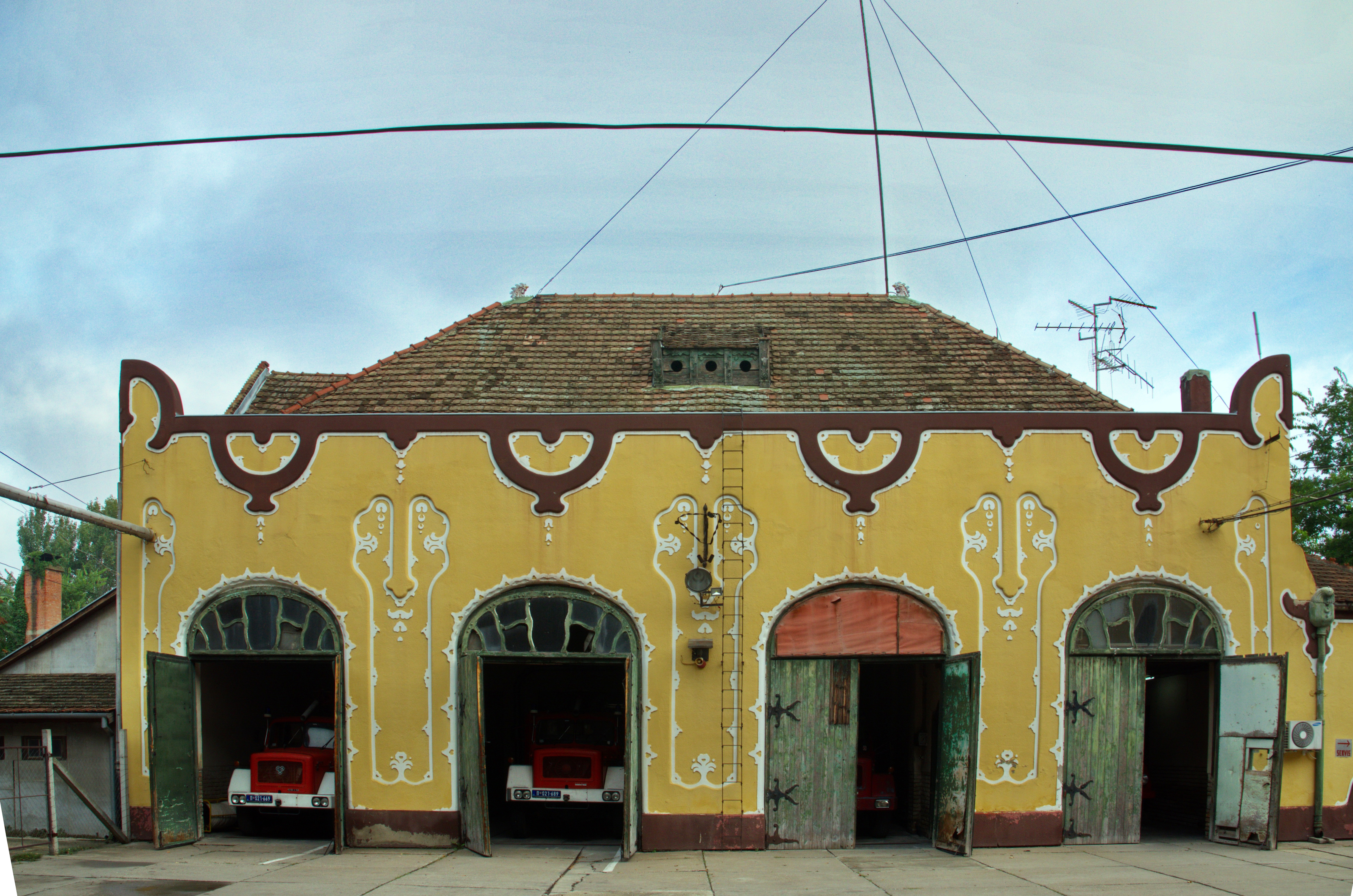
Hasičská zbrojnice.

Mezi místní pamětihodnosti patří secesní budova radnice, která byla postavena po velkém požáru v roce 1911. Je nápadná svým monumentálním průčelím; stojí hned u hlavního městského parku. Ve stylu uherské secese byla zbudována rovněž i místní hasičská zbrojnice. Jejím architektem byl Béla Lajta. Významnou památkou z hlediska srbské literatury je rovněž i dům spisovatele Stevana Sremce.
Na břehu Tisy se nachází rovněž památník zmíněné bitvy z konce 17. století.
Ve městě stojí řada kostelů, většina je katolických, kde se káží mše v maďarštině. Jeden sentský kostel je pravoslavný.

## Ekonomika
V jižní části města se nachází průmyslová zóna, jejíž součástí je např. cukrovar.

## Doprava
Do Zenty vede železniční spojení z měst Subotica a Banatsko Miloševo. Dříve byla v provozu i trať do Bečeje, nicméně ta byla zrušena. Hlavní silniční tah do Senty vede do měst Bačka Topola a Čoka, dálnice ani silnice celostátního významu městem neprocházejí.
Na řece Tise se nachází přístav pro rekreační dopravu.

## Školství
V současné době má Senta tři střední školy a pět základních škol, z nichž jedna nese jméno realistického spisovatele a místního rodáka Stevana Sremace. Nachází se zde dvě vyšší odborné školy. Střední školy vyučují jak v maďarském, tak i srbském jazyce.
První škola byla ve městě založena již v 18. století. Od roku 1876 mělo město i první gymnázium. V 60. letech 20. století zde bylo otevřeno několik odborných nižších škol.

## Známé osobnosti
- Michael Fekete (matematik)
- Matija Bećković (spisovatel a básník)
- Bernat Klein (návrhář textilu)
- Árpád Sterbik (házenkář)
- Milorad Krivokapić (házenkář)
- Stevan Sremac (spisovatel)
- József Törtei (řecko-římský zápasník)
- Bojan Pajtić (politik)
- Čaba Silađi (plavec)
- Nemanja Nikolić (fotbalista)
- Zsombor Kerekes (fotbalista)
- Attila Juhász (politik)
- Kristijan Fris (sportovec)

## Partnerská města
- Niš, Srbsko
- Dunajská Streda, Slovensko
- Hódmezővásárhely, Maďarsko
- Kraň, Slovinsko
- Mukačevo, Ukrajina
- Jedlová, Maďarsko